# Der Floh in meinem Herzen
Der Floh in meinem Herzen – trzydziesta piąta płyta wydana przez grupę muzyczną z Niemiec Die Flippers.
 Wydany album pojawił się już w nowym tysiącleciu, w 2000 roku. 

## Lista utworów
1. Der kleine Floh in meinem Herzen – 3:13
2. Die weißen Mühlen von Rhodos – 3:17
3. Rosita – 3:19
4. In deinen Armen – 2:54
5. Lieder der Liebe – 3:08
6. Flamingo – 3:20
7. Was hast du heute Abend vor – 3:10
8. Lass mich bitte nicht allein – 3:30
9. Sehnsucht nach Mykonos – 3:06
10. Melodie d'amour – 2:52
11. Mamma Mia – 3:08
12. Sommernacht in Griechenland – 2:44
13. Wilde Rosen – 3:40
14. Ein Tag wie ein Geschenk – 3:02